# Bundestagswahlkreis Ravensburg
Der Bundestagswahlkreis Ravensburg (Wahlkreis 294) ist ein Wahlkreis in Baden-Württemberg, der zur Bundestagswahl 2009 neu gebildet wurde.

## Wahlkreis
Der Wahlkreis  umfasst aus dem Landkreis Ravensburg die Gemeinden
- Aulendorf, Baienfurt, Baindt, Berg, Bodnegg, Fronreute, Grünkraut, Horgenzell, Ravensburg, Schlier, Waldburg, Weingarten, Wilhelmsdorf und Wolpertswende (vorher Bundestagswahlkreis Ravensburg – Bodensee),
- Achberg, Amtzell, Argenbühl, Bad Waldsee, Bergatreute, Isny im Allgäu, Leutkirch im Allgäu, Vogt, Wangen im Allgäu und Wolfegg (vorher Bundestagswahlkreis Biberach),
- Altshausen, Boms, Ebenweiler, Ebersbach-Musbach, Eichstegen, Fleischwangen, Guggenhausen, Hoßkirch, Königseggwald, Riedhausen und Unterwaldhausen (vorher Bundestagswahlkreis Zollernalb – Sigmaringen).[2]

Die restlichen Gemeinden des Landkreises Ravensburg gehören zum Bundestagswahlkreis Biberach.
Ein Bundestagswahlkreis Ravensburg mit anderer Abgrenzung existierte bereits von 1949 bis 1980. Er umfasste die früheren Landkreise Ravensburg, Tettnang und Wangen.

## Wahlkreisabgeordnete
| Wahl | Abgeordneter | Abgeordneter         | Partei | Stimmen in % |
| ---- | ------------ | -------------------- | ------ | ------------ |
| 2009 |              | Andreas Schockenhoff | CDU    | 44,8         |
| 2013 | 51,6         | Andreas Schockenhoff | CDU    |              |
| 2017 |              | Axel Müller          | CDU    | 38,5         |
| 2021 | 30,6         | Axel Müller          | CDU    |              |
| 2025 | 38,7         | Axel Müller          | CDU    |              |

## Wahlergebnisse

### Bundestagswahl 2025
| Kandidaten                                            | Kandidaten               | Parteien/Listen     | Erststimmen | Erststimmen | Zweitstimmen | Zweitstimmen |
| Kandidaten                                            | Kandidaten               | Parteien/Listen     | Stimmen     | %           | Stimmen      | %            |
| ----------------------------------------------------- | ------------------------ | ------------------- | ----------- | ----------- | ------------ | ------------ |
|                                                       | Axel Müllergewählt im WK | CDU                 | 60.702      | 38,7        | 55.057       | 35,0         |
|                                                       | Heike Engelhardt         | SPD                 | 17.209      | 11,0        | 18.446       | 11,7         |
|                                                       | Agnes Brugger            | GRÜNE               | 23.871      | 15,2        | 20.841       | 13,3         |
|                                                       | Benjamin Strasser        | FDP                 | 8.948       | 5,7         | 8.525        | 5,4          |
|                                                       | Christoph Högel          | AfD                 | 29.159      | 18,6        | 29.900       | 19,0         |
|                                                       | Moritz Fischinger        | LINKE               | 9.810       | 6,3         | 10.188       | 6,5          |
|                                                       | –                        | dieBasis            | –           | –           | 718          | 0,5          |
|                                                       | Niclas Bulling           | FREIE WÄHLER        | 4.667       | 3,0         | 2.679        | 1,7          |
|                                                       | –                        | Tierschutzpartei    | –           | –           | 1.232        | 0,8          |
|                                                       | –                        | Die PARTEI          | –           | –           | 716          | 0,5          |
|                                                       | Laurin Brinkmann         | Volt                | 2.410       | 1,5         | 1.308        | 0,8          |
|                                                       | –                        | ÖDP                 | –           | –           | 623          | 0,4          |
|                                                       | –                        | Bündnis C           | –           | –           | 270          | 0,2          |
|                                                       | –                        | MLPD                | –           | –           | 46           | 0,0          |
|                                                       | –                        | BÜNDNIS DEUTSCHLAND | –           | –           | 169          | 0,1          |
|                                                       | –                        | BSW                 | –           | –           | 6.518        | 4,1          |
| Gesamt                                                | Gesamt                   | Gesamt              | 156.776     | 100         | 157.236      | 100          |
|                                                       |                          |                     |             |             |              |              |
| Ungültige Stimmen                                     | Ungültige Stimmen        | Ungültige Stimmen   | 1.206       | 0,8         | 746          | 0,5          |
| Wähler                                                | Wähler                   | Wähler              | 157.982     | 83,9        | 157.982      | 83,9         |
| Wahlberechtigte                                       | Wahlberechtigte          | Wahlberechtigte     | 188.225     |             | 188.225      |              |
|                                                       |                          |                     |             |             |              |              |
| Quellen: Die Bundeswahlleiterin, Kandidaten – Stimmen |                          |                     |             |             |              |              |

### Bundestagswahl 2021
Bei der Bundestagswahl 2021 sind für den Wahlkreis 294 24 Parteien mit Landeslisten und zwölf Kandidaten für das Direktmandat angetreten. Die Wahlbeteiligung lag bei 78,3 %.
| Direktkandidat           | Partei                | Erststimmen in % | Zweitstimmen in % |
| ------------------------ | --------------------- | ---------------- | ----------------- |
| Axel Müller              | CDU                   | 30,6             | 26,7              |
| Heike Engelhardt         | SPD                   | 13,8             | 19,0              |
| Agnieszka Brugger        | Bündnis 90/Die Grünen | 21,1             | 17,5              |
| Benjamin Strasser        | FDP                   | 14,3             | 14,9              |
| Christoph Högel          | AfD                   | 8,0              | 8,7               |
| Jasmin Scheiwanthi Runge | Die Linke             | 3,0              | 3,2               |
| –                        | Tierschutzpartei      | –                | 1,1               |
| Lukas Rein               | Die PARTEI            | 1,3              | 0,9               |
| Günter Ruchti            | FREIE WÄHLER          | 3,0              | 2,6               |
| –                        | PIRATEN               | –                | 0,4               |
| Julian Aicher            | ÖDP                   | 1,3              | 0,7               |
| –                        | NPD                   | –                | 0,1               |
| –                        | DiB                   | –                | 0,1               |
| Karl-Heinz Pauli         | MLPD                  | 0,1              | 0,0               |
| –                        | DKP                   | –                | 0,0               |
| Julian Aicher            | dieBasis              | 3,2              | 2,8               |
| –                        | Bündnis C             | –                | 0,2               |
| –                        | Bürgerbewegung        | –                | 0,1               |
| –                        | Bündnis21             | –                | 0,0               |
| –                        | LKR                   | –                | 0,0               |
| –                        | Die Humanisten        | –                | 0,1               |
| –                        | Gesundheitsforschung  | –                | 0,1               |
| –                        | Team Todenhöfer       | –                | 0,4               |
| –                        | Volt                  | –                | 0,3               |
| Sona Stefanie Pietsch    | MENSCHLICHE WELT      | 0,2              | –                 |

### Bundestagswahl 2017
Zur Bundestagswahl am 24. September 2017 kandidierten die folgenden Direktkandidaten:
| Direktkandidat    | Partei           | Erststimmen in % | Zweitstimmen in % |
| ----------------- | ---------------- | ---------------- | ----------------- |
| Axel Müller       | CDU              | 38,5             | 38,9              |
| Heike Engelhardt  | SPD              | 12,4             | 13,4              |
| Agnieszka Brugger | GRÜNE            | 20,2             | 15,0              |
| Benjamin Strasser | FDP              | 10,1             | 11,4              |
| Helmut Dietz      | AfD              | 9,4              | 10,3              |
| Jasmin Runge      | Die Linke        | 5,4              | 6,1               |
| Klaus Wirthwein   | Freie Wähler     | 1,4              | 0,9               |
| Thomas Bergmann   | ÖDP              | 1,7              | 1,1               |
| Karl-Heinz Pauli  | MLPD             | 0,1              | 0,0               |
| Sylvia Makowski   | Menschliche Welt | 0,5              | 0,3               |
| Stefan Weinert    | Einzelbewerber   | 0,1              | –                 |

### Bundestagswahl 2013
Bei der Bundestagswahl am 22. September 2013 standen folgende Kandidaten zur Wahl:
| Direktkandidat       | Partei                      | Erststimmen in % | Zweitstimmen in % |
| -------------------- | --------------------------- | ---------------- | ----------------- |
| Andreas Schockenhoff | CDU                         | 51,6             | 50,0              |
| Hannes Munzinger     | SPD                         | 20,0             | 17,3              |
| Ralf Sauer           | FDP                         | 2,5              | 5,2               |
| Agnieszka Brugger    | GRÜNE                       | 13,6             | 12,3              |
| Michael Konieczny    | DIE LINKE                   | 3,3              | 4,3               |
| Roman Brauchle       | PIRATEN                     | 2,1              | 2,1               |
| Benjamin Hennes      | NPD                         | 0,9              | 0,9               |
| Thomas Bergmann      | ÖDP                         | 2,1              | 1,5               |
| Bernhard Russ        | AfD                         | 2,7              | 3,9               |
| Johannes Butscher    | FREIE WÄHLER                | 0,9              | 0,7               |
| Paul-Gerhard Kanis   | Einzelbewerber (K.A.N.I.S.) | 0,2              | -                 |

Andreas Schockenhoff ist am 13. Dezember 2014 verstorben.

### Bundestagswahl 2009
Die Bundestagswahl 2009 hatte folgendes Ergebnis:
| Direktkandidat        | Partei                                 | Erststimmen in % | Zweitstimmen in % |
| --------------------- | -------------------------------------- | ---------------- | ----------------- |
| Andreas Schockenhoff  | CDU                                    | 44,8             | 37,6              |
| Anne Jenter           | SPD                                    | 17,7             | 15,6              |
| Marc-Ernst Oberscheid | FDP                                    | 14,1             | 18,7              |
| Agnieszka Malczak     | GRÜNE                                  | 14,7             | 14,4              |
| Mirco Kolarczik       | DIE LINKE                              | 6,2              | 6,6               |
| Jürgen Widder         | NPD                                    | 1,6              | 1,0               |
| —                     | REP                                    | —                | 0,7               |
| —                     | PBC                                    | —                | 0,4               |
| —                     | MLPD                                   | —                | 0,1               |
| —                     | BüSo                                   | —                | 0,1               |
| —                     | Volksabstimmung                        | —                | 0,4               |
| —                     | ADM                                    | —                | 0,1               |
| —                     | DVU                                    | —                | 0,1               |
| —                     | DIE VIOLETTEN                          | —                | 0,3               |
| —                     | Die Tierschutzpartei                   | —                | 0,7               |
| —                     | ödp                                    | —                | 1,5               |
| —                     | PIRATEN                                | —                | 1,9               |
| Katharina Scheinert   | Einzelbewerberin (Willi-Weise-Projekt) | 0,8              | —                 |

Andreas Schockenhoff (CDU) errang das Direktmandat; Agnieszka Malczak wurde auf Listenplatz 11 der Grünen-Landesliste in den Bundestag gewählt.